# امژن

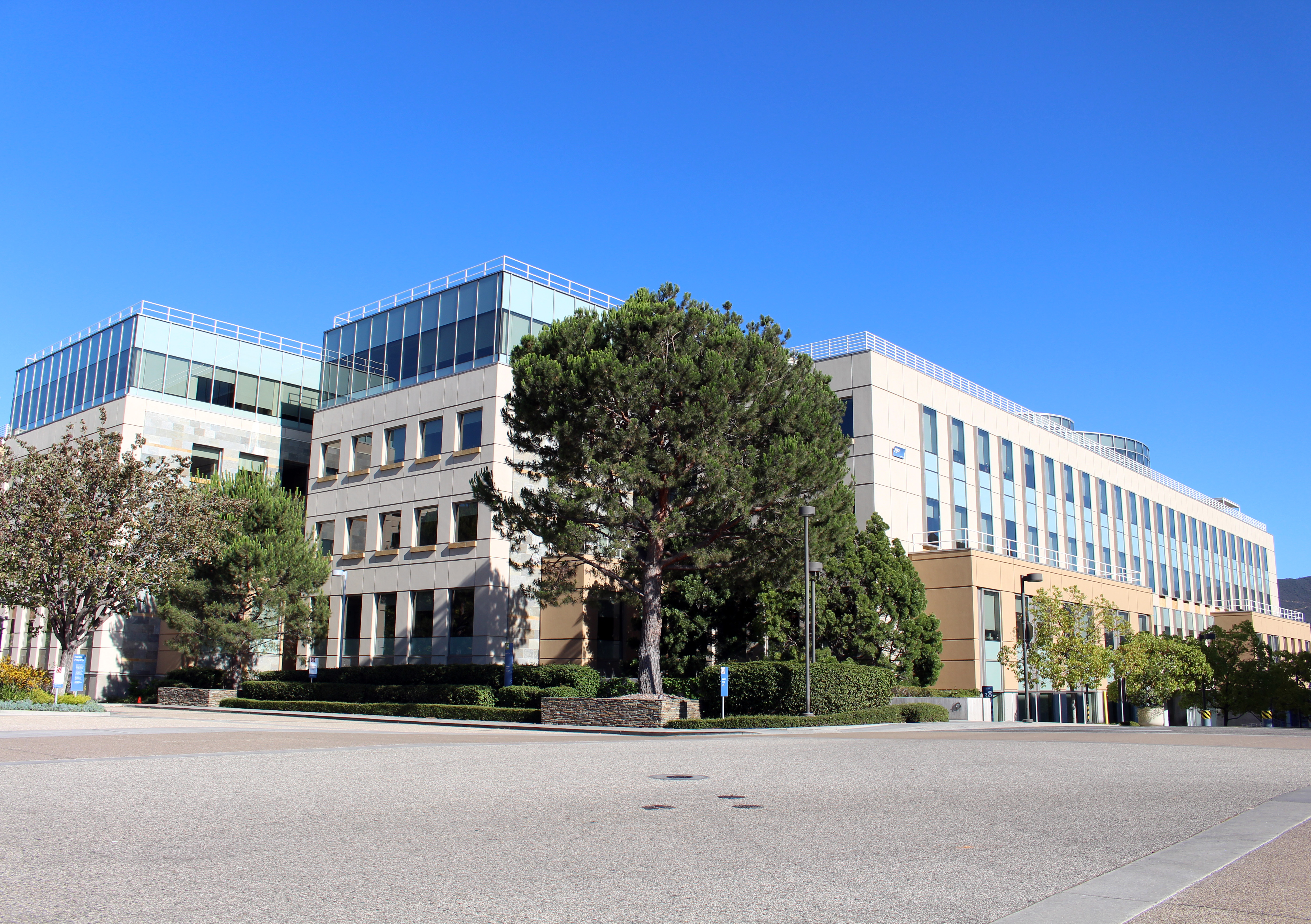
ساختمان مرکزی امژن

امژن (به انگلیسی: Amgen) که تک‌واژ چندوجهی از نام پیشین آن (به انگلیسی: Applied Molecular Genetics) می‌باشد، شرکت بیوتکنولوژی و داروسازی آمریکایی است، که به‌عنوان بزرگترین شرکت مستقل، در زمینه ارائه خدمات و محصولات بیوتکنولوژی در جهان شناخته می‌شود.
شرکت امژن در سال ۱۹۸۰ راه‌اندازی شد. دفتر مرکزی این شرکت در شهر تاوزند اوکس، کالیفرنیا قرار دارد و بخشی از سهام آن در بازارهای بورس نزدک و بورس اوراق بهادار هنگ کنگ معامله می‌شود.